# Amaekata wa kanojo nari ni
Amaekata wa kanojo nari ni (甘えかたは彼女なりに。?), anche nota come A synopsis of girls who don't flatter me (frase che compare in inglese come sottotitolo) o con il titolo abbreviato Amanari (甘なり?), è una visual novel giapponese per adulti pubblicata per PC nel 2016 e ripubblicata nel 2017 per PlayStation Vita e PlayStation 4 in un'edizione accessibile a una fascia d'età leggermente più ampia, dai 17 anni in su; tale edizione è stata pubblicata nel 2019 anche per Nintendo Switch.
La sigla iniziale è cantata da Mami Kawada.

## Sviluppo

### Doppiaggio
| Personaggio     | Voce originale  |
| --------------- | --------------- |
| Miyuki Kurisawa | Shiho Tachibana |
| Kanae Nagamine  | Sakura Hanazawa |
| Tomomi Niikura  | Mai Ishihara    |
| Nohana Shiga    | Honoka Yūki     |

## Accoglienza
L'edizione per PlayStation 4 è stata presentata come uno dei galge più appetibili della stagione sul sito giapponese Gamer e ha ottenuto un voto medio di 6,3/10 su quattro valutazioni dei recensori di Famitsū.